# 泰厄斯 (喬治亞州)
泰厄斯（英語：Tyus）是位於美國喬治亞州卡洛爾縣的一個非建制地區。該地的面積和人口皆未知。

## 地理
泰厄斯的座標為33°28′32″N 85°14′17″W / 33.47556°N 85.23806°W，而該地的平均海拔高度為363米（即1191英尺）。